# Joseph Morgan
Pour les articles homonymes, voir Morgan.
Joseph Martin, dit Joseph Morgan, né le 16 mai 1981 à Londres, en Angleterre, est un acteur et réalisateur britannique.
Il se fait connaître du grand public en jouant le rôle de Niklaus « Klaus » Mikaelson dans les séries fantastiques et dramatiques Vampire Diaries (2009-2017) et The Originals (2013-2018).

## Biographie

### Jeunesse et formation
Originaire de Londres, Joseph Morgan est le fils aîné de Nick Martin, un peintre, et de Sarah Martin. Il a un frère cadet, Jack, et une sœur cadette, Crystal. Il a vécu à Swansea, dans le sud du Pays de Galles, pendant onze ans où il a étudié à la Comprehensive School de Morriston, puis au Gorseinon College afin d'obtenir un « BEP Arts », avant de retourner à Londres étudier à la Central School of Speech and Drama.

### Débuts de carrière

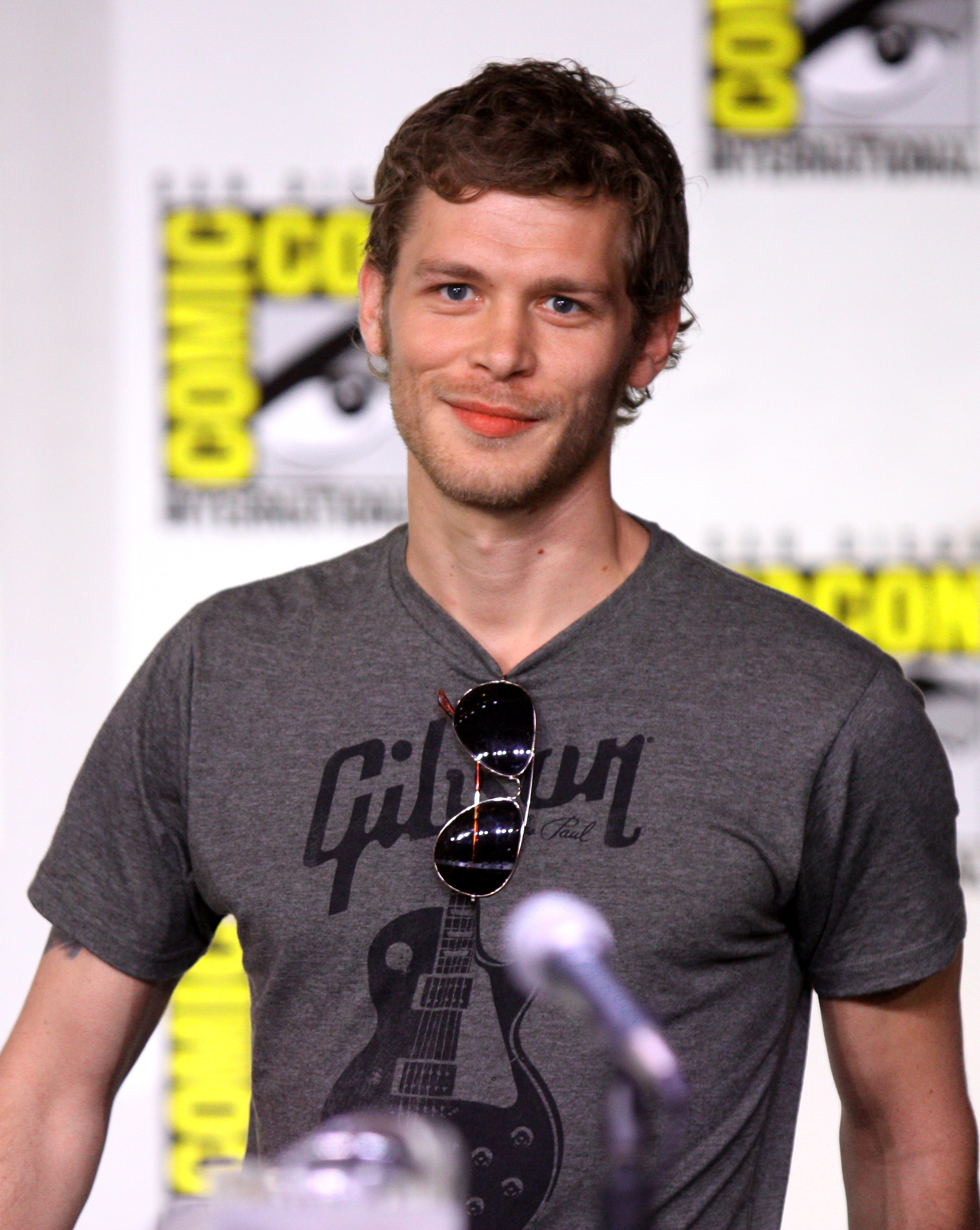
Joseph Morgan lors du Comic-Con en juillet 2011.

Joseph Morgan commence sa carrière en 2002, à l’âge de vingt-et-un ans, en faisant une brève apparition dans un épisode de la série britannique, MI-5. L'année suivante, il obtient son premier rôle dans le téléfilm, Eroica avec Jack Davenport et Leo Bill.
Il joue ensuite son premier rôle récurrent, celui de Troy dans la série qui mélange comédie et fantastique, Hex : La Malédiction en 2004. Au cinéma, il joue un second rôle dans le péplum controversé Alexander ainsi que dans le film d'action Master and Commander : De l'autre côté du monde, avec Russell Crowe. Il joue ensuite dans un épisode de la mini-série La ligne de beauté.
Entre 2007 et 2009, il joue dans quelques épisodes la série britannique Doc Martin ainsi que dans la dramatique Casualty. Il a interprété le rôle de William dans le téléfilm dramatique Mansfield Park aux côtés de Billie Piper.
En 2010, il interprète le rôle de Judah Ben-Hur dans la mini-série Ben Hur aux côtés de Kristin Kreuk, Emily VanCamp, Miguel Ángel Muñoz et Stephen Campbell Moore.
En 2011, il est à l'affiche du drame Angels Crest aux côtés de Thomas Dekker et Lynn Collins. Il retrouve le genre péplum en rejoignant la large distribution réunie pour le blockbuster Les Immortels avec notamment, Henry Cavill, Mickey Rourke et John Hurt.

### Révélation télévisuelle: DeVampire DiariesàThe Originals

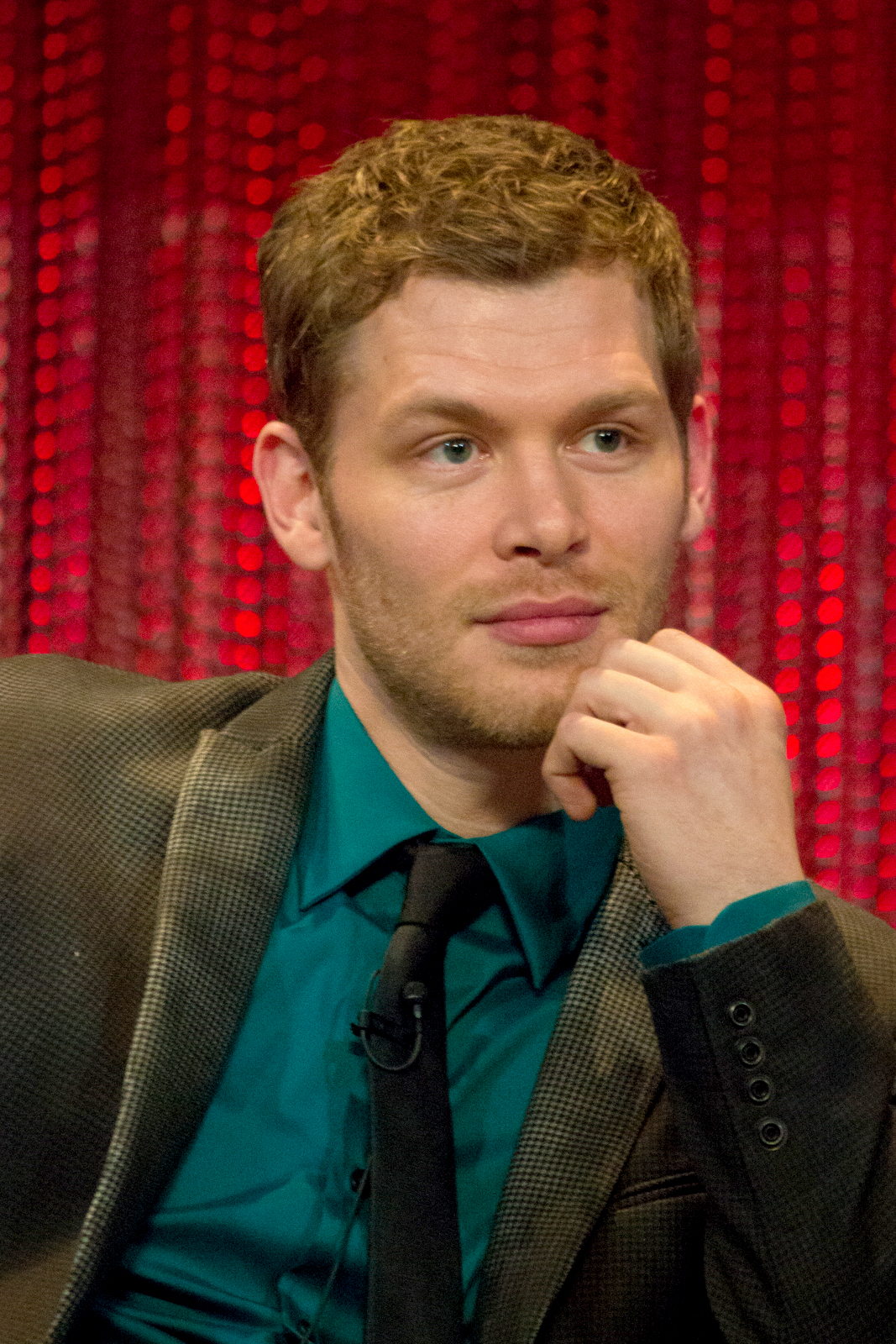
Joseph Morgan, lors d'une conférence de presse en mars 2014, pour la série télévisée The Originals.

En début d'année 2011, Joseph Morgan apparaît pour la première fois dans la peau du personnage Niklaus « Klaus » Mikaelson dans la deuxième saison de la série fantastique et dramatique, Vampire Diaries, du réseau The CW Television Network. La série rencontre un franc succès auprès du public et atteint des records d'audiences pour la chaîne.
Il tient son rôle dans la troisième et quatrième saison. Considéré comme l'une des révélations de la série, l'acteur se retrouve alors cité, à de nombreuses reprises, lors de la cérémonie de remises de prix populaire chez les adolescents, les Teen Choice Awards.
Le succès est tel, que le réseau génère deux spin-off : The Originals (2013-2018) mettant en scène la famille Mikaelson, et dont les premières saisons se déroule parallèlement à la série Vampire Diaries puis Legacies en 2019, qui se déroule après et met en scène le personnage d'Alaric Saltzman et intègre aussi des personnages de The Originals.
Parallèlement à ce succès rencontré à la télévision, l'acteur poursuit ses interventions sur le grand écran. En 2013, il est l'une des vedettes du film d'horreur Open Grave de Gonzalo López-Gallego, l'année d'après, il est le protagoniste principal du thriller horrifique indépendant Armistice. Il joue dans le drame 500 Miles North, du même réalisateur. En 2015, il est le héros du film d'action Desiree avec Ron Perlman et Kate Walsh.

### Passage à la réalisation et rôles réguliers
Outre sa carrière d'acteur, Joseph Morgan est également un réalisateur. Il a réalisé plusieurs épisodes de The Originals, puis en 2018, il a écrit, produit et réalisé un court-métrage, intitulé Carrousel avec sa femme Persia. La même année, au bout de cinq saisons, The Originals touche à sa fin.
Libéré de cet engagement, l'acteur ne tarde pas à retrouver un rôle au premier plan en obtenant le rôle titre de l'adaptation télévisuelle du film à succès Gone Baby Gone, réalisé par Ben Affleck et acclamé par la critique en 2007. Produit par la FOX, la série suit Patrick Kenzie, un détective privé qui forme une équipe pour redresser les torts que la loi n'arrive pas à redresser dans un quartier difficile,,. Le projet est au stade de pilote.
Dans le même temps, il apparaît dans la saison 4 d’Animal Kingdom et il rejoint l'adaptation d'USA Network du roman dystopique d'Aldous Huxley, Brave New World, aux côtés de Demi Moore, Kylie Bunbury, Alden Ehrenreich, Harry Lloyd et Jessica Brown Findlay,. La série raconte l'histoire de citoyens génétiquement élevés et placés dans des classes prédéterminés en fonction de l'intelligence et du travail. Il y joue un epsilon, témoin d'un incident horrible, relégué à des tâches physiques et difficile. Le programme est cependant annulé au bout d'une seule saison[réf. souhaitée]. 

### Vie privée
Joseph Morgan a été en couple avec l'actrice canadienne, Emily VanCamp, de janvier 2010 à octobre 2011 - rencontrée sur le tournage de la mini-série Ben Hur.
Depuis octobre 2011, il partage la vie de l'actrice et chanteuse américaine, Persia White, qui interprétait Abby Bennet dans la série Vampire Diaries. Après s’être fiancés en mai 2014, ils se sont mariés le 5 juillet 2014 à Ocho Rios, en Jamaïque. À la suite de son mariage avec Persia, il a une belle-fille, Mecca White (née le 7 octobre 1995), issue d'une précédente union de son épouse.

#### Philanthropie
Joseph Morgan soutient l'association Positive Women (en) depuis que la fondatrice, Kathryn Llewellyn, lui a présenté le projet. Il a d'ailleurs expliqué : 

« Positive Women est une magnifique œuvre de charité qui a un brillant avenir. Dès que j'ai été mis en contact avec eux, j'ai tout de suite su qu'il fallait que j'en fasse partie. Leur travail au Swaziland est essentiel à la survie de milliers de personnes. J'espère que d'autres suivront le mouvement et nous aideront à sauver des vies et à transformer un pays »

## Filmographie

### En tant qu'acteur

#### Longs métrages
- 2003 : Master and Commander : De l'autre côté du monde de Peter Weir : William Warley
- 2004 : Alexander de Oliver Stone : Philotas
- 2007 : Mister Lonely de Harmony Korine : James Dean
- 2011 : Angels Crest de Gaby Dellal : Rusty
- 2011 : Les Immortels de Tarsem Singh : Lysander
- 2012 : The Grind de Rishi Opel : Paul
- 2013 : Open Grave de Gonzalo López-Gallego : Nathan
- 2014 : Armistice de Luke Massey : A.J. Budd
- 2014 : 500 Miles North de Luke Massey : James Hogg
- 2015 : Desiree de Ross Clarke : Eric Ashworth

#### Court métrage
- 2018 : Carrousel de lui-même : Kit

#### Téléfilms
- 2003 : Eroica de Simon Cellan Jones : Matthias
- 2003 : Henry VIII de Pete Travis : Thomas Culpeper
- 2006 : Kenneth Williams : Fantabulosa! de Andy De Emmony : Alfie
- 2007 : Mansfield Park de Iain B. MacDonald : William Price

#### Séries télévisées
- 2002 : MI-5 : Reverend Parr (1 épisode)
- 2004 : Hex : La Malédiction : Troy (5 épisodes)
- 2005 : William and Mary : Callum (saison 3, 3 épisodes)
- 2006 : La Ligne de beauté : Jasper (1 épisode)
- 2007 : Affaires non classées : Matthew Williams (2 épisodes)
- 2007 : Doc Martin : Mick Mabley (5 épisodes)
- 2008-2009: Casualty : Tony Reece (8 épisodes)
- 2010 : Ben Hur : Judah Ben-Hur (2 épisodes)
- 2009-2017 : Vampire Diaries : Niklaus « Klaus » Mikaelson (rôle principal saisons 3 et 4, rôle récurrent saison 2 et invité saisons 5 et 7 (51 épisodes))
- 2013-2018 : The Originals : Niklaus "Klaus" Mikaelson (92 épisodes)
- 2019 : Animal Kingdom : Jed, jeune (3 épisodes)
- 2019 : Gone Baby Gone : Patrick Kenzie (pilote)
- 2020 : Brave New World : CJack60 / Elliot (rôle principal, 9 épisodes)
- 2022 : Legacies : Niklaus "Klaus" Mikaelson (saison 4, episode 20)
- 2022 : DC Titans : Sebastian Blood "Brother Blood" (saison 4)
- 2024 : Halo : colonel James Ackerson (saison 2)

### En tant que réalisateur
- 2013 : Revelation (court métrage, également producteur et scénariste)
- 2016-2018 : The Originals (série télévisée, 3 épisodes)
- 2017 : Carrousel (court métrage, également producteur et scénariste)[18]

### En tant que producteur
- 2013 : Things He Never Said de Col Spector (court métrage)
- 2014 : 500 Miles North de Luke Massey (long métrage)
- 2018 : Juice Truck de Mecca White (court métrage)

## Distinctions
Sauf indication contraire ou complémentaire, les informations mentionnées dans cette section proviennent de la base de données IMDb.

### Récompenses
- TV Guide Awards 2013 : méchant préféré pour Vampire Diaries
- People's Choice Awards 2014 : acteur préféré dans une série télévisée fantastique ou de science-fiction pour The Originals
- London Independent Film Awards 2018 : meilleur court métrage dramatique pour Carrousel
- Philadelphia FirstGlance Film Festival 2018 : meilleur réalisateur pour Carrousel

### Nominations
- Teen Choice Awards 2011 : meilleur méchant de télévision pour Vampire Diaries
- Teen Choice Awards 2012 : meilleur méchant de télévision pour Vampire Diaries
- TV Guide Awards 2012 : méchant préféré pour Vampire Diaries
- Teen Choice Awards 2013 : meilleur méchant de télévision pour Vampire Diaries
- Teen Choice Awards 2014 : meilleur acteur dans une série télévisée fantastique ou de science-fiction pour The Originals
- TV Guide Awards 2014 : méchant préféré pour The Originals
- Teen Choice Awards 2015 : meilleur acteur dans une série télévisée fantastique ou de science-fiction pour The Originals
- Teen Choice Awards 2016 : meilleur acteur dans une série télévisée fantastique ou de science-fiction et meilleur baiser à la télévision (avec Leah Pipes) pour The Originals
- Teen Choice Awards 2017 : meilleur acteur dans une série télévisée fantastique ou de science-fiction pour The Originals
- Philadelphia FirstGlance Film Festival 2018 : meilleur film dramatique pour Carrousel
- Teen Choice Awards 2018 : meilleur acteur dans une série télévisée fantastique ou de science-fiction pour The Originals
- Westfield International Film Festival 2018 : meilleur court métrage dramatique pour Carrousel - partagée avec Persia White (producteur exécutif) et Roger Chingirian (producteur associé)
- Westfield International Film Festival 2018 : meilleur court métrage comique pour Juice Truck - partagée avec Mecca Morgan White (réalisateur) et Persia White (producteur exécutif)

## Voix françaises
En France
| - Sébastien Desjours dans (les séries télévisées) : - Hex : La Malédiction - Vampire Diaries - The Originals - Animal Kingdom - Legacies - DC Titans - Halo Et aussi - Cédric Dumond dans Master and Commander : De l'autre côté du monde - Emmanuel Lemire dans Alexandre - Guillaume Lebon dans Ben Hur (mini-série) - Alexandre Guanse dans Les Immortels - Michel Barrio dans Open Grave |